# Karel Emanuel van Savoye-Nemours
Karel Emanuel van Savoye-Nemours (Nanteuil, 12 februari 1567 — Annecy, 13 augustus 1595) was van 1585 tot aan zijn dood hertog van Genève en hertog van Nemours. Hij behoorde tot het Huis Savoye.

## Levensloop
Karel Emanuel was de oudste zoon van hertog Jacob van Savoye-Nemours en diens echtgenote Anna d'Este, dochter van Ercole II d'Este, hertog van Modena, en weduwe van hertog Frans van Guise. In 1585 volgde hij zijn vader op als hertog van Genève en hertog van Nemours.
Karel Emanuel werd hertog in een woelige periode in Frankrijk, die van de Hugenotenoorlogen. Tijdens deze oorlog was hij bij meerdere intriges betrokken, vooral die van het Huis Guise, waarvan zijn halfbroer Hendrik I het hoofd was. Hendrik I was een van de leiders van de Heilige Liga, die gericht was tegen de hugenoten. Nadat Hendrik I en zijn broer Lodewijk, aartsbisschop van Reims, in december 1588 werden vermoord in opdracht van koning Karel III van Frankrijk, werd Karel Emanuel gevangengenomen door de hugenoten, maar hij slaagde erin om te ontsnappen. Op 24 november 1588 werd Karel Emanuel benoemd tot gouverneur van Lyonnais. 
In 1589 vocht hij aan de zijde van de Heilige Liga in de Slag bij Arques tegen de nieuwe Franse koning Hendrik IV. In maart 1590 werd Karel Emanuel door de Liga aangesteld tot gouverneur van Parijs, toen Hendrik IV de stad belegerde. Dezelfde maand streed hij tegen Hendrik IV in de Slag bij Ivry, waarbij de Heilige Liga een beslissende nederlaag leed. 
Na deze nederlaag raakte hij in stevige onenigheid met zijn halfbroer Karel van Mayenne, die verzoening met Hendrik IV bepleitte. Hij trok zich terug in Lyonnais, waar hij een onafhankelijke politiek tegen de troon trachtte te voeren. Hij werd echter gevangengenomen door de aartsbisschop van Lyon. Karel Emanuel slaagde erin te ontsnappen en besloot de stad Lyon aan te vallen. De militaire interventie van Hendrik I van Montmorency deed deze aanval uiteindelijk mislukken.
In augustus 1595 stierf Karel Emanuel op 28-jarige leeftijd, ongehuwd en kinderloos. Zijn jongere broer Hendrik I volgde hem op.